# Riolobos
Riolobos é um município da Espanha na comarca do Vale do Alagón, província de Cáceres, comunidade autónoma da Estremadura. Tem 49,5 km² de área e em 2021 tinha 1 197 habitantes (densidade: 24,2 hab./km²). Faz parte da Mancomunidade da Rivera de Fresnedosa.
É o décimo município de Espanha com mais de 1 000 habitantes com menor taxa de renda bruta declarada, apenas 12 102 euros por ano por habitante.

## Demografia
| Variação demográfica do município entre 1991 e 2016 [carece de fontes?] | Variação demográfica do município entre 1991 e 2016 [carece de fontes?] | Variação demográfica do município entre 1991 e 2016 [carece de fontes?] | Variação demográfica do município entre 1991 e 2016 [carece de fontes?] | Variação demográfica do município entre 1991 e 2016 [carece de fontes?] |
| ----------------------------------------------------------------------- | ----------------------------------------------------------------------- | ----------------------------------------------------------------------- | ----------------------------------------------------------------------- | ----------------------------------------------------------------------- |
| 1991                                                                    | 1996                                                                    | 2001                                                                    | 2004                                                                    | 2016                                                                    |
| 1809                                                                    | 1571                                                                    | 1464                                                                    | 1372                                                                    | 1301                                                                    |